# 『インサイド・ヘッド』の世界より:ライリーの夢の製作スタジオ
「『インサイド・ヘッド』の世界より:ライリーの夢の製作スタジオ」（『インサイド・ヘッド』のせかいより:ライリーのゆめのせいさくスタジオ、原題: Dream Productions）は、ピクサー・アニメーション・スタジオが製作し、Disney+で配信予定のアメリカのアニメーションミニシリーズ。マイク・ジョーンズが企画・開発を担当し、2015年の『インサイド・ヘッド』と2024年公開の続編『インサイド・ヘッド2』の間に起きた出来事を描いたインタークエル（中間作品）として位置付けられている。
このシリーズでは、ポーラ・パーシモン（ポーラ・ペル）がゼニ（リチャード・アイオアディ）と組んで、次世代のティーン向け「夢の大作」を作り出す物語が展開される。2023年6月にジョーンズが『インサイド・ヘッド』を基にしたシリーズをピクサーで制作することが発表された。このシリーズは『インサイド・ヘッド2』と並行して制作され、タイトルは2024年5月に公開された。全4エピソードの音楽はナミ・メルマドが担当している。
2024年12月11日にDisney+で配信を開始した。

## 登場キャラクター

### 夢の製作スタジオ
ライリーの思い出を夢として処理する製作スタジオ。
ポーラ・パーシモン
ライリーが幼い頃に名を上げた夢監督。
しかし、現在はライリーの成長についていけず、ヒット作を忘れられかけている。
最終話ではスタジオの責任者となる。
メル / メラトニン
ポーラの飼うペット。触ると眠ってしまう。
ゼニ
自信家で芸術志向の白昼夢監督。後にポーラの助監督となる。最終話では監督に就任。
ジャネル・ジョンソン
ポーラの助監督だったが、新規的な才能を認められ空想担当の監督に昇進する。
ジーン・デューベリー
スタジオ責任者。ゼニの叔母。
ノリコ
スタジオのアシスタント。カナダ人の彼氏に恋をしている。
ナシーム
スタジオの美術担当。
ジギー
スタジオのカメラマン。
ピラール
スタジオの大道具担当。
カミラ
スタジオの大道具担当。
フィンク
何もせず椅子に座っている。実はロマンス映画を撮ることを夢見ていた。
カナダ人の彼氏
ライリーに恋する"空想"の男の子。
虹のユニコーン
ポーラの夢に多数出演するキャラクター。
撮影中の事故や悪評から彼女の映画の出演に嫌気がさしている。
マルコ
スポーツ担当の夢監督。
シェン
アクション担当の夢監督。
ジジ
悪夢担当の夢監督。
ザック
コメディ担当の夢監督。ライリーの成長により監督を退職させられる。
おしゃぶり
ライリーが幼い頃にポーラが監督した映画のキャラクター。
スチュー
映画のポスターを貼るスタッフ。
サンジェイ
夢の脚本家。

#### カフェテリア
ジェイコブ
カフェテリアの店長。

#### カフェ・マチュリティ
アンニュイな雰囲気を持つゼニのお気に入りのカフェテリア。
ティーンのライリー
ライリーが描いたティーンのライリーの姿。カフェの店員。
後に役者としてデビューする。
子犬
ティーンエイジャーの絵に現れる犬。フランス語を話す。

### ライリーの感情
ヨロコビ
ライリーの感情の中で主導的な役割を担う「喜び」の感情。
カナシミ
ライリーが辛い経験を乗り越えるのを助ける「悲しみ」の感情。
ムカムカ
身体の反応や直感的な嫌悪感を扱う「嫌悪」の感情。
イカリ
ライリーが攻撃的にホッケーをプレーするときに関わる「怒り」感情。
ビビリ
ライリーを物理的な脅威から守る「不安」の感情。

### 現実のキャラクター
ライリー・アンダーソン
12歳の少女で、彼女の心の中に感情たちが住んでいる。
ジル・アンダーソン
ライリーの母親。
ビル・アンダーソン
ライリーの父親。
グレイス・シェ
ライリーの中学での同級生であり親友。
ブリー・ヤング
ライリーの中学での同級生であり親友。

## キャスト
| 役名                     | 原語版声優                   | 日本語版吹替 |
| ------------------------ | ---------------------------- | ------------ |
| ポーラ・パーシモン       | ポーラ・ペル                 | 堀越真己     |
| ゼニ                     | リチャード・アイオアディ     | 中西正樹     |
| ジャネル・ジョンソン     | アリー・マキ                 | おまたかな   |
| ライリー・アンダーソン   | ケンジントン・トールマン     | 横溝菜帆     |
| 少女ライリー             | ローレン・ホルト             | 天野叶愛     |
| ティーンのライリー       | ローレン・ホルト             | 佐藤里緒     |
| ジーン・デュベリー       | マーヤ・ルドルフ             | 本間沙智子   |
| ノリコ                   | マヤ・アオキ・タトル         | 吉元里謹     |
| ジギー                   | エース・ギブソン             | 清水裕亮     |
| ナシーム                 | ジャンカルロ・サボガル       | 藤井雄太     |
| ピラール                 | グレイ・デリスル             | 柚木尚子     |
| ジジ                     | キンバリー・ウッズ           | 西岡璃南     |
| マルコ                   | カルロス・アラズラキ         | 平林剛       |
| シェン                   | マット・ヤング・キング       | 平林剛       |
| カナダ人のボーイフレンド | ノア・ケイ・ベントリー       | 井上雄貴     |
| ヨロコビ                 | エイミー・ポーラー           | 小清水亜美   |
| カナシミ                 | フィリス・スミス             | 大竹しのぶ   |
| ムカムカ                 | ライザ・ラピラ               | 小松由佳     |
| イカリ                   | ルイス・ブラック             | 浦山迅       |
| ビビリ                   | トニー・ヘイル               | 落合弘治     |
| ジル・アンダーソン       | ダイアン・レイン             | 八十川真由野 |
| ビル・アンダーソン       | カイル・マクラクラン         | 花輪英司     |
| グレイス・シェ           | グレイス・ルー               | 清島千楓     |
| ブリー・ヤング           | スマヤ・ヌリディン＝グリーン | 淺岡和花     |
| ジェイコブ               |                              | 粕谷大介     |
| その他                   |                              | 小見山未来   |
| その他                   | ケンコー                     |              |
| その他                   | 梅村さえ                     |              |

## 製作

### 開発
2023年6月16日、『インサイド・ヘッド』のテレビシリーズがDisney+向けにピクサーによって開発中であると報じられた。このシリーズは、ディズニーがピクサーの作品数を増やす取り組みの一環として開発されているとされた。スタジオで『ソウルフル・ワールド』（2020年）や『あの夏のルカ』（2021年）の脚本を手がけたマイク・ジョーンズが、このシリーズの開発を担当することが決定した。また、シリーズはオリジナル映画の続編である『インサイド・ヘッド2』（2024年）と同時進行で開発されていた。
2024年5月までに、このシリーズのタイトルは『Dream Productions（ドリーム・プロダクションズ）』に決定した。
2024年8月、ジョーンズはこのシリーズの製作総指揮を務めることを明かし、バレリー・ラポイントとオースティン・マディソンと共に監督を担当することも発表された。ジャクリーン・サイモンがプロデューサーとして参加し、ポーラ・ペルが前作で担当した「夢の監督」の役を再び演じ、シリーズの主人公として出演することが確認された。

### 脚本
このシリーズは『インサイド・ヘッド』と『インサイド・ヘッド2』の間の出来事を描いている。ピクサーの最高クリエイティブ責任者であり、『インサイド・ヘッド』の監督でもあるピート・ドクターは、このシリーズが「夢の力と、それが私たちの日常生活にどのような影響を与えるか」を探求する内容になると語っている。

### 音楽
2024年9月24日、ナミ・メルマドがこのシリーズの作曲を担当することが明らかになった。

## 公開
本作の全4エピソードは、2024年12月11日にDisney+で配信を開始した。当初、このシリーズは2025年春に公開予定だったが、ピクサーの別のシリーズ『ウィン OR ルーズ』と入れ替わり、現在の配信日に前倒しされた。